# Comment prendre de bonnes décisions et avoir toujours raison
Comment prendre de bonnes décisions et avoir toujours raison (How to Make Good Decisions and Be Right All the Time), est un ouvrage de l'écrivain britannique Iain King publié en 2008. Il expose une histoire de la philosophie morale et présente de nouvelles idées en matière d'éthique qui ont été décrites comme quasi-utilitaristes,,,,,,,,,,,.